# キュパリッソス

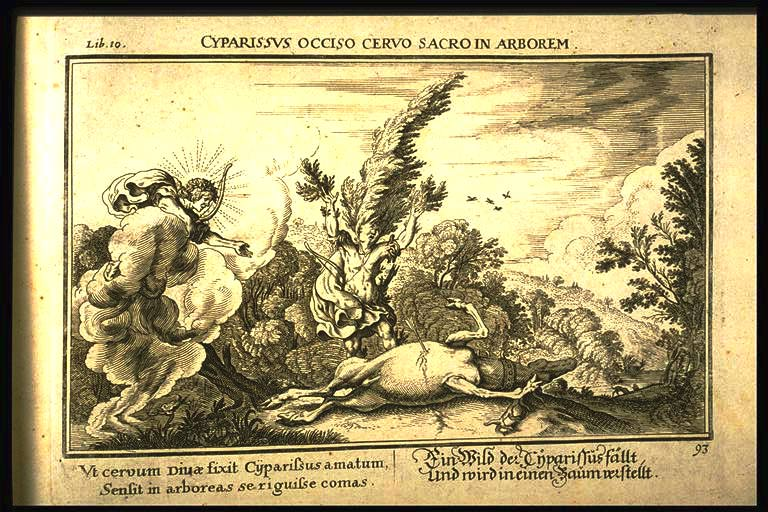
雄鹿の死を嘆きイトスギに変わるキュパリッソス。

キュパリッソス（古希: Κυπάρισσος, Kyparissos）は、ギリシア神話の人物である。テーレポスの子で、ケオース島に住む美少年。アポローンに愛された。
ケオース島には金色に輝く角を持った雄鹿がいて、人々に大切にされていたが、特にキュパリッソスはこの鹿と仲が良かった。しかしキュパリッソスはあるとき誤って投槍で鹿を殺してしまった。キュパリッソスは深く悲しみ、神々に永遠に嘆き悲しむことを願った。そこで神々は彼をイトスギ（悲しみの象徴）に変えたという。元来はギリシア先住民族に崇められた神だったと考えられている。